# Хорошавцева, Ольга Николаевна
Ольга Николаевна Хорошавцева (род. 24 августа 1994, Ачинск, Красноярский край) — российская спортсменка (вольная борьба), бронзовый призёр чемпионата мира 2019 года, трёхкратная чемпионка Европы (2020, 2021 и 2025), чемпионка и призёр чемпионатов России по вольной борьбе, победительница Гран-при Иван Ярыгин, мастер спорта России международного класса (2015), участница летних Олимпийских игр 2020 года в Токио.

## Карьера
Выступает за клуб «Академия борьбы имени Д. Г. Миндиашвили» (Красноярск). Член сборной команды страны с 2014 года.
На предолимпийском чемпионате планеты в Казахстане в 2019 году в весовой категории до 55 кг, Ольга завоевала бронзовую медаль.
В феврале 2020 года на чемпионате континента в итальянской столице, в весовой категории до 55 кг Ольга в схватке за чемпионский титул победила спортсменку из Украины Соломию Винник и завоевала золотую медаль европейского первенства.
На чемпионате Европы 2021 года, который проходил в апреле в Варшаве, в весовой категории до 53 кг, российская спортсменка завоевала золотую медаль и стала двукратной чемпионкой Европы.
В апреле 2025 года на чемпионате Европы в Братиславе в весовой категории до 57 кг завоевала золотую медаль. В финальной схватке одолела соперницу из Турции Эльвиру Камалоглу.

## Спортивные результаты
- Чемпионат России по женской борьбе 2025 — ;
- Чемпионат России по женской борьбе 2023 — ;
- Чемпионат России по женской борьбе 2022 — ;
- Чемпионат России по женской борьбе 2020 — ;
- Чемпионат России по женской борьбе 2019 — ;
- Чемпионат России по женской борьбе 2018 — ;
- Чемпионат России по женской борьбе 2016 — ;
- Чемпионат России по женской борьбе 2015 — ;
- Чемпионат России по женской борьбе 2014 — ;
- Гран-при Иван Ярыгин 2014 года — ;